# Dorothée Selz
Dorothée Selz, née à Paris en 1946, est une artiste expérimentale et conceptuelle qui travaille principalement la sculpture et la peinture éphémères. Ses pratiques artistiques sont proches du Eat Art, créé par Daniel Spoerri.

## Biographie
Dorothée Selz naît en 1946 à Paris,, au sein d’une famille amateurs d’art (son père, Guy Selz, est l'ami de Jacques Prévert et de son frère André, de Walter Benjamin, de Guy Bourdin et de peintres).
Elle forme à la fin des années 1960 avec trois artistes catalans, Antoni Miralda, Joan Rabascall et Jaume Xifra, le groupe dit des « traiteurs-coloristes », qui réalise des performances autour de la nourriture. Ils se consacrent à des créations à grande échelle faites de sucreries, de fruits et de divers types de denrées alimentaires esthétiquement attrayantes. Ils tentent d'associer des concepts tels que l'esthétique visuelle, le goût et l'humour. Il s'agit de sculptures comestibles conçues pour des occasions spéciales, comme des offrandes au public présent lors d'un événement festif, afin de créer un moment inhabituel où le plaisir visuel et gustatif s'entremêlent.
Dorothée Selz montre un côté joyeux, festif et éphémère. Ses premières œuvres comestibles sont en meringue. Puis, en 1970, elle organise avec Antoni Miralda à la galerie Givaudan à Paris un repas en 4 couleurs, bleu, rouge, jaune et vert, avec des plats monochromes.
Son œuvre nécessite un public impliqué pour créer réellement l'art éphémère que l'artiste recherche. Ce public goûte en effet ce qu’il voit. Ces sculptures comestibles s'inscrivent dans le prolongement du mouvement Eat Art, créé sous l'impulsion de l'artiste Daniel Spoerri dans les années 1960.
Dorothée Selz aborde également son art par le biais de la peinture.
En 1975, elle constitue un groupe d'artistes féminins, Femmes en Lutte. En 1978, elle est la commissaire de l'exposition « Sucre d'art » au musée des Arts décoratifs de Paris.

## Expositions
Depuis les années 1970, Dorothée Selz expose régulièrement son travail en France et à l'étranger.
Lors d'expositions individuelles, on a pu la voir dans des lieux institutionnels telle que la Fondation Miró à Barcelone, la galerie Esther Woerdehoff à Paris en 2001, l'Institut français de Buenos Aires en 2006 et à Rio de Janeiro en 2011. En 1971, elle exposait aussi au Eat-Art Restaurant de Düsseldorf, le restaurant de Daniel Spoerri, avec Antoni Miralda.
L'artiste participe aussi régulièrement à des expositions collectives, par exemple en 2022, à la galerie parisienne Arnaud Lefebvre rendant hommage à Aline Dallier.
Dorothée Selz pratique également l'installation de sculptures comestibles dans des espaces semi-extérieurs ou de passage. Elle a exposé par exemple des clichés géants de ses œuvres en guise de palissade devant Le Bon Marché rue de Sèvres à Paris.